# 深見東州
深見 東州（ふかみ とうしゅう、1951年〈昭和26年〉3月18日 - ）は、日本の宗教家、実業家。神道系の宗教「ワールドメイト」の教祖。本名は半田 晴久（はんだ はるひさ）。

## 名義
主に、宗教活動や芸術活動を行う際は通名（教祖名）で活動している。ビジネスやスポーツ、芸術の後援、ビジネス系の執筆や評論活動を行う際は本名で活動している。他にも複数のペンネームを使用し、劇団団長や文芸活動を行う際は戸渡 阿見（とと あみ）を使い、ラジオパーソナリティ名やTwitterでレオナルドTOSHU（レオナルドとうしゅう）を使用している。その理由を「それぞれの世界でなりきるため」と述べている。過去の教祖名は、深見 青山（ふかみ せいざん）だった。

## 人物
神道系新宗教のワールドメイトの教祖である。ワールドメイトは、神人合一により新しい時代を切り開き、「弥勒の世」を実現することを目指しているという。ワールドメイトの会員数は2004年時点で5万人余りである。自ら多様な芸術活動を行い、豊富な資金力でスポーツや芸術などの後援を行ったり、小沢一郎、亀井静香、鳩山邦夫などの政治家に毎年多額の寄付を行うことで政治界に接近している。
深見は宗教家であると同時に実業家であり、国内外で13社ほどの会社の社長をつとめる。深見の言によれば宗教活動はボランティアであり、経営している会社の役員手当で生活しているという。事業活動として、みすず学苑（予備校）、ミスズ（時計の輸入販売）、TTJ・たちばな出版（出版業）、薬局、占い喫茶「あ・たーる」、ジャパン・ペガサス・ツアー社（旅行業）、オーストラリアの観光会社、イギリスのホテルと観光会社、経営コンサルタントなどがある。深見は宗教者として他の教祖のように常にカリスマを演出するのではなく、セミナーではギャグを連発したりする一方、神事では厳かにふるまうなど、時と場合によって態度や行動を使い分ける。
深見は、神道のみならずキリスト教や仏教、儒教や中国の禅語録にも詳しい。大学生時代には、大本教の幹部出口京太郎の指導を受けたという。非常に記憶力が良く、道院紅卍字会（大本と中国で協働関係にあった）に関わった営業マン時代に、宗教関係書や古典などを読み漁り、当時随一の碩学であった道院紅卍字会事務局長の根本宏に学び、諸宗教のエッセンスを学んだ。またここで、霊能者の橘カオル（徳田愛子）と出会い師事している。橘は一時期世界真光文明教団の信者だったことがあり、親族に複数の幹部がいた。教団において、橘は「神の啓示の受け手」、深見は「神の仕組みの担い手」として仕組みを解明し、広める役目であったという。
宗教学者の沼田健哉は深見をシャーマンであり審神者でもあるとしており、シャーマンとしては脱魂と憑依の両方が見られると述べている。深見は霊能力者であり、悪霊を祓うことができるとしている。転生を信じていて前世を見ることができ、守護霊を鑑定でき、現代医学を併用しつつ病気の霊的な診断ができるという。橘カオルが神に知らされた神示によれば、深見の前世は聖徳太子であり（橘カオルの前世は持統天皇とされる）、神界のピラミッドの頂点に立つ日之出大神（元々は大本の神）であり、国祖であり地球神霊界の神が憑依し合体した存在であるとされる。人々の魂を本来限られた人間しか行くことのできない星霊界に連れていく「星ツアー」、チャクラをすべて一気に開かせる「チャクラ全開大秘法」、守護霊をレベルの高いものに入れ替える「守護霊早め交代秘法」、悪い因縁のDNAを組み替える「血液転換秘法」、「神霊美容術」、「やせる秘法」など、300以上の技を身に着けているという。
深見にはビジネスや開運などの著作が多数あるが、その内容は宗教家とは思えないほど重々しさがなく、好意的にとらえるなら親しみやすく気軽に読める内容になっている。73万部を突破した「強運」などの著作は1990年代の霊界ブームに乗って売れ、著作を介して信者を増やした。
神道国際学会という日本文化の研究紹介を行うNGOを設立して活動に深く関与しており、この組織は実質的にワールドメイトの財政援助で成り立っている。神道国際学会を通じて深見の活動を支持する神道関係者は少なくない。
シャーマニズム研究も行っており、文明評論や宗教評論の著作がある。
宗教家でありつつ、実業家として生業を営み会社経営を行う背景について、深見は「聖と俗を区別して共存する」という神道ならではの特質によると述べている。深見によると、「聖と俗を区別して共存する」というあり方は、聖徳太子以来日本古来の神道が育んできた伝統であるとし、日本の経営者は、信仰を拠り所としつつも信仰と経営を混同させず、はっきり区別して共存させ日本型経営にも影響を与えてきたという。そのため、深見が代表をつとめるワールドメイトと、深見が経営する企業には、資本関係がなく株式も所有せずに、聖と俗を区別し、共存させているとしている。神道には、「生業や家を栄えさせ、コミュニティーを繁栄させる」とか、「現実を生き貫く精神や魂の、輝きに価値を見出す」という特質もあり、深見もこの特質を持つ活動を行っているという。
音楽芸術は日本の神々を喜ばせるとして重視している。武蔵野音楽大学パルナソスエミネンス（特修科）声楽専攻を修了しており、作詞、作曲、演奏、志木、声楽、和歌、俳句、書道、茶道、華道、絵画、能楽、声明、バレエ、俳優などの芸術文化の多様な活動を行い、芸術関連でも画集、書画集、楽譜集、写真集、CD、ビデオをリリースしている。ラジオのパーソナリティとして多くのレギュラー番組の実績もある。芸術支援・芸術家としての活動は「芸術活動」の節を参照のこと。多様な芸術に取り組む理由について、深見は「西洋人が大事にしている文化を理解し、実践したうえで、日本文化を見せるのです。（中略）相手の土台となる文化や芸術を分かち合い、さらに自分の文化を表現してこそ、世界的な文化人として認めてもらえます」「それぞれ（の芸術）の最高峰のものを行うことで、インターナショナルな人間として共感してもらえるのです」と述べている。ジュリアード音楽院より、名誉人文学博士を授与される際に「現代のルネッサンスマン」と評された。日本語でも英語でもスピーチでギャグを飛ばして会場を笑いでわかせるなど、ギャグやユーモアを常に発信している。
ワールドメイトの福祉活動として日本盲人ゴルフ協会（現日本ブラインドゴルフ振興協会）を設立し、ブラインドゴルフの援助を行っている。深見は「信仰理念に基づくコスモメイト（現ワールドメイト）の社会活動の一環」であると述べている。スポーツ支援・障害者スポーツ支援は#スポーツを参照のこと。
公益財団法人協和協会の理事長、特定非営利活動法人日本・ロシア協会の会長代行、菱法律経済研究所所長、道院紅卍字会常務理事。西オーストラリア州立エディス・コーエン大学大学名誉文学博士の名誉称号、イギリスウルバーハンプトン大学経済学部客員教授などの経歴があり、多数の公職の肩書を持つ。

### 宗教的思想
深見は仏教に深い知識を持つが、宗教者としては神道の立場にあり、ワールドメイトは在家神道であるとしている。宗教学者の沼田健哉は、深見の教えは教派神道の一派と見做すべきものであるが、著作において神社神道の世界を紹介していることを指摘している。深見の教えは「仏教、儒教、道教、神道の要素外では大本教の教えと重なる部分が多いが、それに世界真光文明教団、道院紅卍字会等の他の教団の教えと彼独自のものが付け加わっている」と評している。また沼田は、伝統的なものと最先端のものの融合が見られ、ニューエイジと類似した面があると述べている。
御親元素大御神様（、別名⦿の神）を最も重視しており、「姿なく終わり無く、無限絶対・無始無終」の宇宙的な神であるとしている。スの神は世界救世教、世界真光文明教団の崇敬対象と同じであり、橘カオルに1972年（深見と出会う前）に降り、使命を与え、深見との出会いを予言した神であるという。キリスト教のヤハウェ、天照大神や国常立命、守護霊などもすべてスの神が人間に分かりやすいように仮の姿で顕れたものであるとしている。スの神と神道が結びつく理由は明らかでないが、ジャーナリストの溝口敦は神道系新宗教の大本の影響を指摘している。
ワールドメイトは天照大御神をはじめ八百万の神々を奉じる神道系宗教団体であり、確固とした教義はないとされる。様々な神仏が取り入れられており、ご利益があるとされる非常に多種多様なグッズが販売されている。深見の宗教的世界観は次のようなものである。太陽系は、目に見える物質の世界である「現実界」、目に見えない霊の住む「霊界」、神の世界「神界」の三つの世界からなり、それぞれの世界は呼応し合っており、物質界より霊界が、霊界より神界の能力が高く、神が主導権を握っている。神界は世界中にあるが、本当の神界があるのは日本だけであるとしている。過去に古代文明の栄えたムー大陸があったと考えており、そのころは神界と現実界が互いに良く認識していた神代であると考えている。
人間は肉体を持つ霊であり、地球にだけ存在するとされる。人間は物質的存在であると同時に霊的存在であり、人間は神界の意を受け、霊界のバックアップのもとで生きている。神霊は御親元素大御神様を頂点とするピラミッド構造になっており、会社のように上下の組織があり、企業の販売網のようにテリトリーがあるという。龍、天狗、地球外知的生命体などは、主神と人間の間に立つ中間の神とされる。
深見は神社参拝を通して開運できると主張しており、神には強弱や専門があるとし、自分の願いに適した神社を見極めて参拝するよう勧めている。ビジネスに関する発言も多く、神社参拝での開運についても、商売繁盛、資金繰りなどが随所で言及されている。
彼の思想にはナショナリズムとインターナショナルな要素が入り混じっており、天皇制を重視し、世界連邦の形成を目指している世界連邦形成のために諸宗教の対話が必要であるとし、そのために政治を重視している。沼田健哉によれば、カール・マルクスは国常立之大神の分身であるとされ、深見の掲げる「弥勒の世」は、マルクスが『ドイツ・イデオロギー』で描いた共産主義の世界と類似があるとされる。

## 来歴

### 幼年期 - 高校、3年間の大学受験浪人時代
深見の評伝を書いた磯崎史郎によると、生家は代々酒樽製造業を営んでおり、最盛期には灘五郷の酒蔵の酒樽作りを一手に引き受けていた日本一の酒樽屋だったという。
深見が物心ついた頃には家庭環境はかなり荒んでおり、当時の幼い深見は母を助けてほしいと神仏に祈り続けていた。宗教学者の沼田健哉は、この時の経験が深見を宗教の道に進ませた大きな要因であると述べている。夫との生活に耐えられなくなった母は世界救世教に関わるようになり、深見は10歳の頃から信仰に目覚めた母より宗教心を育てられた。高校入試前に正式に世界救世教に入信。中学からクラシック音楽を聴くようになった。
兵庫県立鳴尾高等学校に進学し、世界救世教支部の学生部を結成し熱心に活動した。この頃、母の原因不明の病気が世界救世教の浄霊では治らなかったが、大本の除霊で良くなったことなどをきっかけに、救世教から大本教へ転向し、霊の実在と神霊による病気治癒などを確信するようになった。大本の教典である『お筆先』や出口王仁三郎の著書『霊界物語』を繰り返し読むようになる。
大学受験に際し、父が国立大学しか進学を認めずに喧嘩となり浪人生活に突入。浪人1年目から周囲が驚くほどの読書家となり毎日1冊ずつ本を読むようになり、浪人2年目から予備校に2年通った。浪人時代には純文学、恋愛小説、哲学書など合計1000冊以上を読んだという。

### 大学時代
深見は同志社大学経済学部に入学した。専攻は国際金融論、ゼミでのテーマは「南北問題の経済援助について」。1976年3月に25歳で卒業した。大学生の頃から、他人の未来や心が透視できるという具体的な霊能力が現れたといい、4年生の頃には学内外で知られるようになっていたという。大本教の幹部出口京太郎に声をかけられ、友人と共に彼の指導を受けたという。
大学内の英語研究会の委員長と討論セクションの代表を務め400人の部員をまとめ組織改革を行う。京都は外国人観光客が多かったことから、日本文化を英語で論理的に説明することに興味を持ち、英語研究会で英語コミュニケーション能力を磨き、これがのちの活動のベースになっているという。大本との関係は、大学を卒業してしばらくの間続いていた。

### 会社の創業、宗教団体の設立
大和ハウス工業に就職し、営業マンとして東京に赴任する。1977年に、大本教と提携している道院紅卍字会に出入りするようになり、1977年に一時世界真光文明教団の信者だったこともある霊能力者の橘カオル（徳田愛子。後の通名は植松愛子）に出会った。橘カオルはごく普通の安定した家庭の主婦であったが、33歳の時に夢枕に神が降り、1972年に⦿の神（スの神）が降り、深見との出会いを予言されていたという。深い宗教関係の知識を持っていた深見は、「なにも持たず、知らず、生活から出た神意のポイントしか指摘しない」橘に非常な衝撃を受け、教えを乞うようになり、家族や宗教的な仲間たちと共に橘家とその周辺に引っ越した。
深見とその家族、仲間たちは橘の家で1年間共同生活を行い、1978年に深見は大和ハウス工業を退職した。橘は東京に株式会社三十鈴（現ミスズ）を設立し、深見は株式会社三十鈴が運営する予備校三十鈴学苑（現みすず学苑）を設立した。その後、深見青山という名前で著作を刊行するようになる。
1984年、任意団体コスモコア（現ワールドメイト）を設立、深見と橘がともに運営していた。1985年に有限会社コスモコアを設立し、1987年にコスモメイトに改名。
1987年、橘出版（現TTJ・たちばな出版）を創業する。37歳でオーストラリアのパースで会社を買収し、海外においても企業経営を始める。イギリスでも、ホテルと観光会社の経営を行い、国内外で13社ほどの会社の社長をつとめる。
しかし1992年末より、深見の直弟子の村田久聴を中心に分派活動が起こり、深見とコスモメイトに対してマイナスのイメージを与える報道が相次いだ。深見は村田と村田派の職員を解雇。その後、相当な数の職員が退職した。
1995年に東州に改名。深見が中心となっているビッグビジネス研究所主催でフランシス・フクヤマらを招き国際シンポジウムを開催、またバレエオペラの上演、関連団体の主催で複数のチャリティーコンサートを開催した（芸術活動に関しては次節を参考）。大本の信者であった梅田善美らと共に神道国際学会を設立、神道学者らとシンポジウムも開催した。
1994年にコスモメイトをパワフルコスモメイトに改名、さらに同年コスモメイトにまた改名した。
2012年にワールドメイトが宗教法人として認可された。
2015年12月8日に、代表取締役社長をつとめるミスズが、「ロベルト・カヴァリ バイ フランク・ミュラー」の日本総代理店となった。
2017年6月に、ゴルファー専用の高級機械式腕時計を製造するスイスブランドメーカー「ヤーマン&ストゥービ」のオーナー社長に就任する。

## 芸術活動
書は、16歳より兵庫県立鳴尾高等学校書道部部長として、田端曲全に師事し、その後は独学で続けていたが、35歳より竹中青虎に学び、西川寧の孫弟子となる。
絵画は、35歳より独学で始める。その後、仏画を浅井秀水、日本画と水彩画を犬飼得之に、油絵と西洋画を松下友紀に、水墨画を安永麦州に師事し、様々なジャンルの学びを深める。1997年に初の個展を開催し、1997年にはニューヨークソーホーのグラントギャラリーで個展を開催。2001年から毎年、誕生日の前後に1年間書きためた新作の展覧会を開催している。2002年9月、中国芸術研究院より、中国美術界最高称号である外国人初の一級美術師称号を授与され、アクリル画「青龍神と緋鯉」が永久所蔵される。2003年10月、『日豪芸術交流祭』において、水墨画「キラキラ天の川」作品が、330人の日本の画家の中から選ばれ、「西オーストラリア州芸術文化大臣賞」「パース市長賞」「審査員最優秀賞」の3賞を同時受賞し、パース市より「名誉芸術家」の称号を授かる。2006年に 清華大学美術学院美術学学科博士課程修了、文学博士を取得する。博士論文のタイトルは、「芸術市場の流通の変遷における日中美術品から見た芸術と市場の関係」(从中日美术品在艺术市场的流通变迁看艺术与市场的关系)であり、日本語の書籍としても出版されている。
子どもの頃音楽教育を受けることなく、ピアノ、バイオリン、作曲と和歌（岡野弘彦に師事）をはじめる。40歳で歌手デビューを果たす。クラシックバレエや京劇もはじめる。1997年、46歳で武蔵野音楽大学パルナソスエミネンス（特修科）声楽専攻を修了し、オペラ歌手デビュー。1998年には47歳で、西オーストラリア州立エディスコーエン大学芸術学部大学院(西オーストラリアパフォーミングアートアカデミー, WAAPA) に入学してオペラ等の舞台芸術を学ぶ。2002年(51歳)に西オーストラリア州立エディスコーエン大学芸術学部大学院を修了し、創造芸術学修士を取得する。修士論文は「The living artist」（原文は日本語）。
1993年、深見、マイヤ・プリセツカヤ、コスモメイト会員が出演するバレエオペラ『天の安河のうけひ』を上演。
2002年10月には、外国人初の中国国立歌劇舞劇院の一級声楽家称号を授与され、正団員及び歌劇舞劇院海外芸術顧問をつとめる。
2006年、清華大学美術学院美術学学科博士課程修了、同美術学院で文学博士。浙江大学大学院中文学部博士課程修了、中国語版の修了証書には深見東州名義、英語版の修了証書には本名の半田晴久で記されている。博士論文は「日本入宋僧研究」、同大学院で2007年に文学博士。2007年9月から浙江工商大学日本文化研究所教授
2007年5月、56歳で、大衆演劇をコンセプトとした「明るすぎる劇団・東州」を旗揚げした。戸渡阿見名義で、自ら劇団団長、総合プロデューサー（監督）として原作、脚本、演出、衣装、音楽を全て行っている。団長をつとめる明るすぎる劇団・東州の毎年の定期公演では、ギャグコスプレに扮し、ギャグパントマイムを行っている。
2008年、世界開発協力機構 (WSD) を設立 (「世界開発協力機構総裁」の節を参照)。同年に世界芸術文化振興協会とジュリアード音楽院との協定を結び、日本人が同学院の音楽科の一次入試を国内で受験できる制度を兼ねる「ジュリアード音楽院声楽オーディション」を創設し、若手の育成にも力を注いでいる。
2012年、オーストラリアのシドニーで屋外オペライベントが始まり、大口スポンサーである深見の名を冠し「ハンダ・オペラ・オン・シドニー・ハーバー」と命名された。毎年3週間開催されている。

## スポーツ
2003年、国際スポーツ振興協会 (ISPS) を設立し、ブラインドゴルフやメジャーのみならずシニアやジュニアにまで裾野を広げたゴルフ大会を主催していく。世界のメジャーツアーやワールドカップ等では「ISPS Handa」「Handa」を冠した大会が開催されるようになる。主催するフィランスロピー大会では、選手が賞金の一部を社会福祉団体に寄付することとし、ボウリングを通した社会貢献を推進している。ISPSを通じて東京ヴェルディを支援し、「ISPS HANDA」のロゴが選手ユニフォームに掲載されたことがある。
2006年より日本女子プロゴルフ協会（JLPGA)で、日本女子シニアプロ登録の制度が始まり、日本女子シニア初のQT（クォリファイングトーナメント）も開催される。こうしたゴルフ興隆に対する貢献等により、2006年よりライダーカップやソルハイムカップのレジェンズツアー版として、本名の半田を冠したハンダカップ（レジェンズツアー主催）という、女子シニアプロ団体戦が毎年開催されている。2013年に、ISPSハンダカップに改称した。

## メディア出演

### レギュラー番組
かつてはテレビ、ラジオでレギュラー番組を持っていた。以下、参照。

#### テレビ
BS11『サクセス登龍門』
2011年7月4日 - 2013年7月、毎週火曜夜に放送。
TOKYO MX『世界のいま』モデレーター
2011年4月4日 - 2012年3月26日、毎週月曜夜に放送。

#### ラジオ
SEIZAN THIS WAY
1990年11月〜1992年3月、毎週日曜日朝にFM福岡をキー局として放送。
さわやか THIS WAY
1992年4月〜2012年3月25日、毎週日曜日朝にFM山口をキー局として放送。たちばな出版提供。
レオナルドTOSHUの遊びがNight
2009年4月4日〜2012年3月24日、毎週土曜日夜にNACK5で放送。提供はたちばな出版、みすず学苑
深見東州のぜんぶ私の歌、ぜんぶ私の話
2015年10月23日〜2019年1月26日、毎週金曜夜にラジオNIKKEI第1で放送。

## 関連文献
- 磯崎史郎『深見青山 その天才の秘密をさぐる』勁文社、1991年。ISBN 978-4766913149。
- 大原一浩『なぜ、人は神を求めるのか―深見青山との対話』祥伝社、1992年。ISBN 978-4396500269。
- 半田晴久『ブラインドの皆さん、外に出てゴルフをしよう!』たちばな出版、2006年。ISBN 4-8133-1894-0。
- 安田喜憲『一万年前　気候大変動による食糧革命、そして文明誕生へ』イースト・プレス、2014年1月30日。ISBN 978-4781610559。